# Simon Andersen (redaktør)
 For alternative betydninger, se Simon Andersen. (Se også artikler, som begynder med Simon Andersen)
Simon Andersen (født 13. oktober 1969 i Grindsted) er en dansk journalist og redaktionschef.
Andersen voksede op i Grindsted uden at kende sin far og i en alder af 15 mistede han sin mor.
Som teenager skrev han til skolebladet og lavede lokalradio i Herning. I en ung alder begyndte han på avisen Vestkysten, først som avisbud, derefter overbud for senere at skrive artikler i en alder af 16.
Andersen blev uddannet som journalist ved Journalisthøjskolen i 1994 og ansat som journalist ved Jyllands-Posten, hvor han allerede havde gjort sig bemærket under praktik.
Imens han var på Jyllands-Posten skrev han sammen med Mikkel Hertz en anklagende historie om "McCloud", en politibetjent der arbejdede på Vesterbro, uden at dobbelttjekke historien. Statsadvokaten fandt ikke hold i anklagerne mod betjenten, der fik posttraumatisk stress på grund af anklagerne i artiklen. Andersen udtalte senere af oplevelsen af sagen gjorde ham "mere ydmyg over for fagets alvor".
Efter ansættelser på RUC, Københavns Lufthavne, Ombudsmanden og DR fik Andersen job i redaktionsledelsen på Nyhedsavisen.
Med Lars Fogt skrev han en større artikelserie med kritik af dokumentarfilmen Den hemmelige krig, hvor de fik flyttet fokus fra dokumentarfilmens kritik af Fogh-regeringens krigsførelse i Afghanistan til DR, der havde støttet filmen.
Da Nyhedsavisen lukkede i 2008, flyttede først Fogt og siden Andersen til BT.
Hos BT kom Andersen bag en række opsigtsvækkende og kontroversielle sager: den såkaldte Jægerbog-sag, sagen om Henriette Kjærs mand, Erik Skov Pedersen, Henrik Sass Larsens relation til en rocker, politikernes dobbeltmoral i forbindelse med privatskoler og Helle Thorning-Schmidt og Stephen Kinnock's skattesag.
I 2014 skrev han om Se og Hør-sagen. Simon Andersen blev i 2014 ansat som nyhedschef på Radio24Syv.
1. september 2021 blev han program direktør på Radio Loud.

## Privat
Simon Andersen er gift med DR2-journalisten Nynne Bjerre Christensen med hvem han har tre børn.